# Morty Smith
Morty Smith Sánchez es uno de los personajes principales de la serie animada Rick y Morty, del canal de televisión Adult Swim. Creado por Justin Roiland y Dan Harmon, Morty es un nervioso adolescente basado en Marty McFly de Regreso al Futuro. Conocido por su inquietud, torpeza y su cuestionable y dudosa personalidad, el personaje ha sido bien recibido por los seguidores de la serie. Es un joven, afable e impresionable chico que puede ser manipulado fácilmente.
Es formalmente llamado como Morty Smith C-137 por el Consejo Transdimensional de Ricks, en referencia a su universo original, C-137. Roiland fue el encargado de poner el nombre a ambos personajes, Rick y Morty.

## Biografía
Morty tiene 14 años y es un estudiante del instituto Harry Herpson, junto con su hermana mayor, Summer. Morty parece sufrir ansiedad y se estresa fácilmente, en gran parte a raíz de experiencias traumáticas durante sus aventuras con Rick. Es a menudo desestimado como idiota por Rick y otros, e incluso se duda de que tenga algún tipo de discapacidad, pero se le ve más sensato que su abuelo, ya que comprende los sentimientos humanos y es más comprensivo. Es capaz de explotar de rabia y dar lecciones morales en objeción a la actitud y las acciones de Rick.[cita requerida]

## Desarrollo
El personaje fue creado por Justin Roiland y Dan Harmon, quién fue conocido primero en el canal 101 en la década de los 2000. En 2006, Roiland creó The Real Animated Adventures of Doc and Marthi, un corto animado que parodiaba a los personajes de Back to the Future.La idea para Rick y Morty atrajo a los integrantes de Adult Swim y con ella, la idea de crear un clima familiar en el que Rick sea el abuelo de Morty.

## Recepción
El personaje ha tenido una recepción positiva. VerbStomp describió a Morty como: «quizás el cuadro de inocencia de niñez, o quizás el producto de negligencia parental. Morty Es poco inteligente, patoso [...] y afligido, probablemente debido a sus experiencias traumáticas mientras vivía aventuras a nuevos mundos con Rick».